# Hypostomus commersoni
Hypostomus commersoni (лат.) — вид лучепёрых рыб из семейства кольчужных сомов, обитающий в Южной Америке. Назван в честь французского натуралиста Филибера Коммерсона.

## Описание
Общая длина достигает 60,5 см (в аквариуме — до 30-40 см). Голова удлинённая, немного уплощённая сверху в области рыла. Рот представляет собой своеобразную присоску. Зубы гребенчатые. Туловище коренастое, сужается к хвостовому стеблю, покрыто костными пластинками. Спинной плавник довольно высокий, умеренно длинный, с 1 жёстким лучом (на его переднем крае присутствуют гипертрофированные одонтоды — кожаные зубчики). Грудные и брюшные плавники довольно широкие, с развитыми шипами на грудных плавниках кончики шипов выпуклые. Жировой плавник маленький. Хвостовой плавник широкий, с выемкой, кончики чуть длиннее остальных лучей.
Окраска коричневая либо тёмно-серая с мелкими тёмно-коричневыми пятнышками.

## Образ жизни
Это донная рыба. Предпочитает чистую, прозрачную воду, насыщенную кислородом. Встречается в реках с быстрым течением и песчано-каменистым дном. Является территориальной рыбой. Активна днем. Питается преимущественно ракообразными и органическими остатками у дна.

## Распространение
Обитает в нижнем и среднем течении реки Парана, в бассейнах Уругвая и Лагуна-дос-Патос.